# CD 우니베르시다드 세사르 바예호
CD 우니베르시다드 세사르 바예호(Club Deportivo Universidad César Vallejo)는 트루히요를 연고로 하는 페루의 축구단이다.

## 우승
- 페루 세군다 디비시온: 2

2007, 2018
- 코파 페루: 1

2003

## 선수 명단

### 현역
참고: FIFA 자격 규정에 따라 소속된 국가대표팀 국기를 표시합니다. 선수는 복수의 FIFA 비회원국 국적을 가지고 있을 수 있습니다.
| 번호 | 포지션 | 국적 | 이름             |
| ---- | ------ | ---- | ---------------- |
| -    | DF     |      | 페르난도 다 로사 |

| 번호 | 포지션 | 국적 | 이름 |
| ---- | ------ | ---- | ---- |

## 역대 감독
| 감독                | 임기 |
| ------------------- | ---- |
| 세바스티안 아브레우 | 2023 |

틀:CD 우니베르시다드 세사르 바예호 선수 명단